# Multimap
Multimap es uno de los principales servicios gratuitos de cartografía en web junto a Googlemaps, ofreciendo localizaciones, rutas y vistas fotográficas satelitales. La empresa, con sede en el Reino Unido, fue comprada por Microsoft por unos 25 millones de libras en el año 2007.
Multimap posee la zona pública o libre y otra reservada para sus socios o clientes, que tienen la posibilidad de realizar reservas inmediatas de billetes de tren cuando localizan una parada en el mapa, reserva de hoteles, entretenimiento, vacaciones, casas rurales, restaurantes, alertas del tiempo local vía SMS y la capacidad de comprar fotografías aéreas. También tiene servicios extra para las empresas, con cartografía más específica. 
Entre la tecnología usada por el proveedor, destaca la inclusión del microformato Geo y también la posibilidad de ver unas marcas en forma de " W " en todas las partes del mapa que el usuario esté viendo en ese momento para indicarle que existe información acerca de ese lugar o estructura en la enciclopedia libre, pudiéndolo leer en una ventana emergente.